# Syrrhoe petitaserrata
Syrrhoe petitaserrata is een vlokreeftensoort uit de familie van de Synopiidae. De wetenschappelijke naam van de soort is voor het eerst geldig gepubliceerd in 2009 door Hughes.